# Шапка-хмара

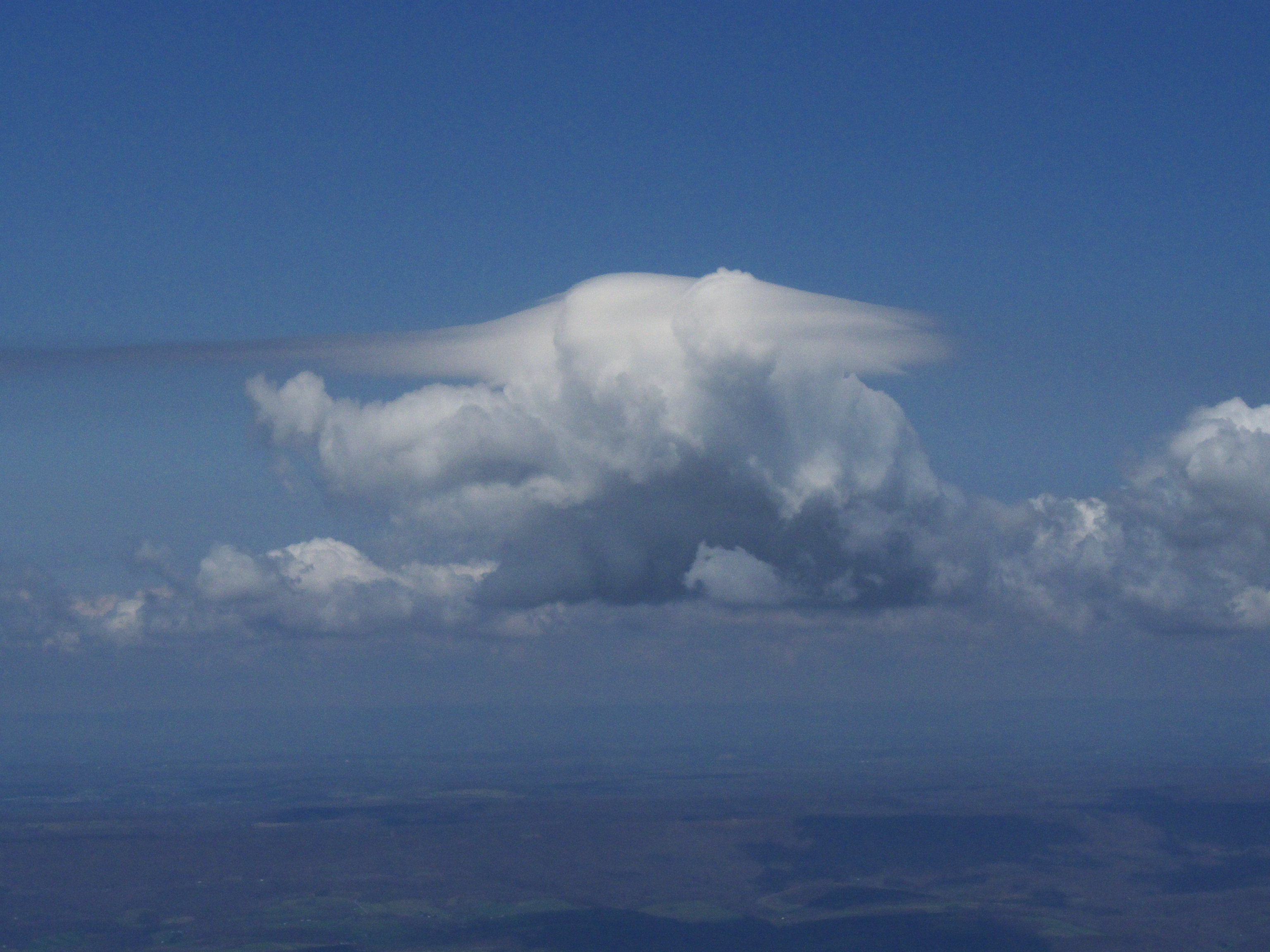
«Шапка» на купчастій хмарі

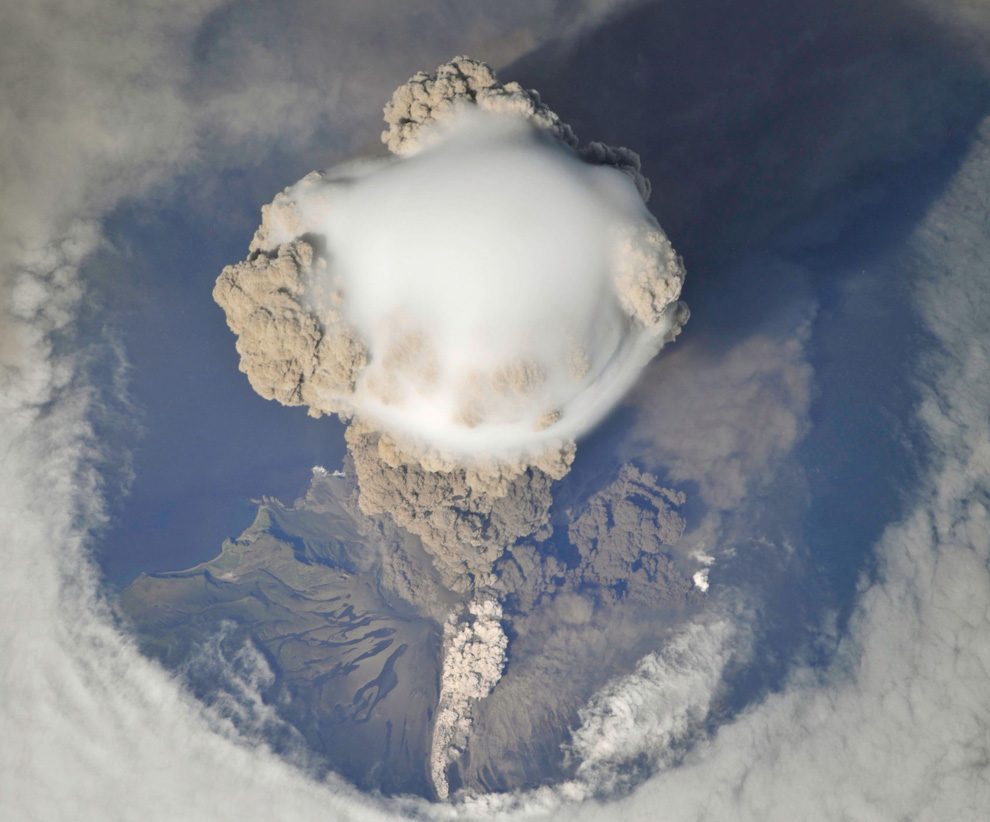
«Шапка» над стовпом попелу при виверженні вулкана Пік Саричева

Шапка-хмара (pileus) — маленька горизонтальна лентикулярна хмара, яка може з'являтись над купчастими чи купчасто-дощовими хмарами, і надає їм «шапкоподібного» вигляду. Вони утворюються сильним висхідним потоком на низьких висотах, внаслідок чого пара в вологому повітрі конденсується. Як правило, шапки-хмари є передвісниками поганої погоди, «капелюшок» над купчастою хмарою часто передвіщає її перетворення на купчасто-дощову, показуючи наявність сильного висхідного потоку.
Також формуються над стовпами вулканічного попелу, пірокумулятивними хмарами, які утворюються внаслідок пожеж та ядерними грибами.